# Seychellenwormsalamander
De seychellenwormsalamander (Hypogeophis rostratus) is een wormsalamander uit de familie Indotyphlidae. De soort werd voor het eerst wetenschappelijk beschreven door Georges Cuvier in 1829. Oorspronkelijk werd de wetenschappelijke naam Coecilia rostrata gebruikt. De soortaanduiding rostratus betekent vrij vertaald 'snavelvormig'.

## Uiterlijke kenmerken
Deze soort is een 20 tot bijna 40 centimeter lange, glanzende wormsalamander zonder poten of zichtbare ogen. De kleur is bruin tot bijna zwart; oudere dieren worden namelijk steeds donkerder en de onderzijde is iets lichter gekleurd. De kop is vrij spits en de staart rond, het gehele lichaam is afgeplat om beter te kunnen graven, want dit dier leidt een ondergronds bestaan.

## Algemeen
De seychellenwormsalamander komt voor in Afrika en leeft endemisch op de Seychelleneilanden. en leeft in vochtige, moerassige streken langs de kusten van de diverse eilanden met een zanderige bodem. Al gravend eet de salamander alles wat beweegt en hij aan kan zoals wormen, amfibieën en larven van insecten, maar ook eigen jongen worden gegeten.

## Voortplanting
De larven hebben geen oppervlaktewater nodig om te kunnen overleven, want ze komen al deels ontwikkeld ter wereld. Deze soort is zoals wel meer wormsalamanders eierlevendbarend. Omdat het dier maar zelden boven de grond komt en vanwege het voedsel moeilijk buiten zijn natuurlijke habitat in leven te houden is, is lang niet alles over de levenswijze bekend.